# Chlorita nubica
Chlorita nubica är en insektsart som först beskrevs av Dlabola 1964.  Chlorita nubica ingår i släktet Chlorita och familjen dvärgstritar. Inga underarter finns listade i Catalogue of Life.